# ФК Локомотив 2012 (Мездра)
Вижте пояснителната страница за други значения на Локомотив.
 За отбора, участвал в А ПФГ вижте ПФК Локомотив (Мездра).  
ФК Локомотив 2012 е български футболен отбор от град Мездра. От 2014 г. до 2016 г. е участник в Б група.

## Успехи
Северозападна В група
- Шампион: 2013/14

## История
Клубът е основан през 2012 г. През сезон 2013/14 завършва на 1-во място в Северозападната В група и печели промоция за Б група. Преди началото на сезон 2016/17 се отказва от участие в Северозападна Трета лига, с което на практика е закрит.

## Последен състав 2015/16
Към 1 март 2016 г.